# تالاب ونتزیا
تالاب ونتزیا (ایتالیایی: Laguna di Venezia) یک خلیج یا تالاب داخلی از دریای آدریاتیک در شمال ایتالیا است که ونیز و جزایری مانند بورانو را دربر می‌گیرد.

## جزایر
بعضی از جزایر این تالاب:
- ونیز 5.17 km
- مورانو 1.17 km
- کیوجا 0.67 km
- بورانو 0.21 km